# 발바리의 추억
"발바리의 추억"은 1989년에 개봉한 대한민국의 영화이다.

## 캐스팅
- 이효정 : 달호 역
- 하희라 : 은경 역
- 김혜선 : 미나 역
- 주희 : 희정 역
- 김인문 : 달호 부 역
- 김을동 : 달호 모 역
- 김나나 : 달자 역
- 김성수 : 미남 역
- 신혜정 : 선희 역
- 권경하 : 영희 역
- 이대로 : 파출소장 역
- 박성규 : 창수 역
- 모종호 : 준태 역
- 이승형 : 명철 역
- 문미봉 : 희정 모 역
- 유명순 : 김 집사 역
- 주상호 : 당구장주인 역
- 이칸희 : 당구장여자 역
- 이주혜 : 페아가씨 역
- 남광우 : 미나애인 역
- 김진 : 미란 역
- 김창규 : 소년 역
- 이인옥 : 소년 모 역
- 오미영 : 아나운서 역

## 참고 사항
- 만화가 강철수가 신문에 연재한 <발바리의 추억>을 원작으로 하였으며, 원작자가 직접 감독하여 영화가 제작되었다.[1]